# Kertesziomyia
Kertesziomyia là một chi ruồi trong họ Syrphidae.